# 瑟爾沃斯堡
瑟爾沃斯堡（瑞典語：Sölvesborg）是瑞典布萊金厄省瑟尔沃斯堡市镇的城区及行政中心。2010年，有人口8,401人。

## 外部連結
- 瑟尔沃斯堡市镇官方网站 （瑞典文）